# Sistema fotovoltaic

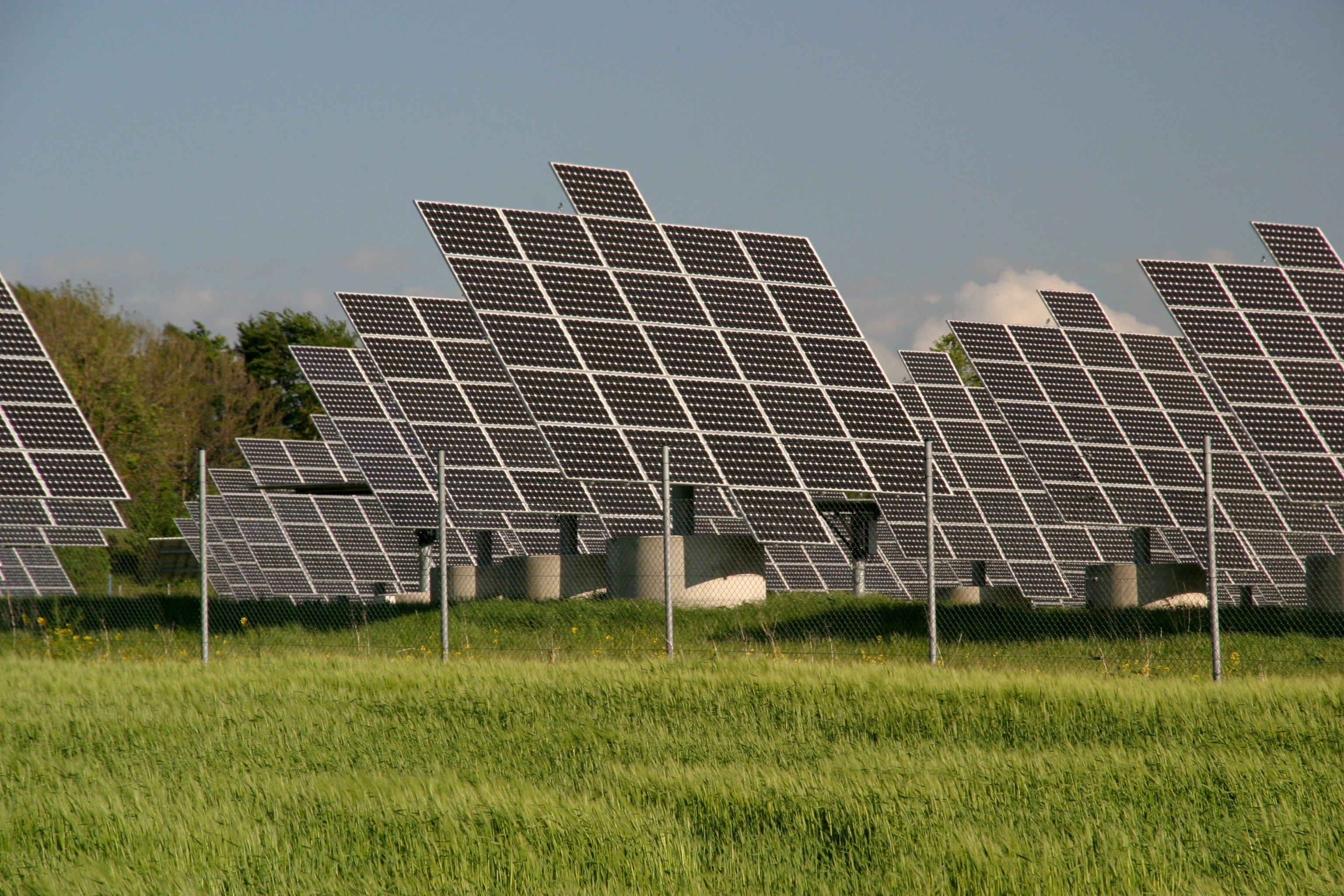
"Parc solar" o "granja fotovoltaica"

Els sistemes fotovoltaics (sistema fotovoltaic) utilitzen plaques solars per convertir la llum solar en electricitat. Un sistema està format per un o més panells fotovoltaics (PV), un convertidor de corrent continu (també conegut com a inversor), un sistema de transvasament que conté els panells solars, les interconnexions elèctriques i el muntatge per a altres components. Opcionalment, pot incloure un seguidor de punts de potència màxim (MPPT), sistema de bateries i carregador, seguidor solar, programari de gestió d'energia, concentradors solars o qualsevol altre equipament. Un petit sistema fotovoltaic pot proporcionar energia a un sol consumidor o a un dispositiu aïllat com un llum o un instrument meteorològic. Els grans sistemes fotovoltaics connectats a la xarxa poden proporcionar l'energia que necessiten molts clients. L'electricitat generada es pot emmagatzemar, utilitzar directament (planta illa/planta independent) o introduir-se en una gran xarxa elèctrica alimentada per plantes de generació central (planta connectada a la xarxa/xarxa retinguda) o combinada amb un o molts generadors d'electricitat nacionals a introduir-se en una petita xarxa (planta híbrida). sistemes es dissenyen generalment per garantir el màxim rendiment energètic per a una inversió determinada.

## Components

### Mòduls fotovoltaic

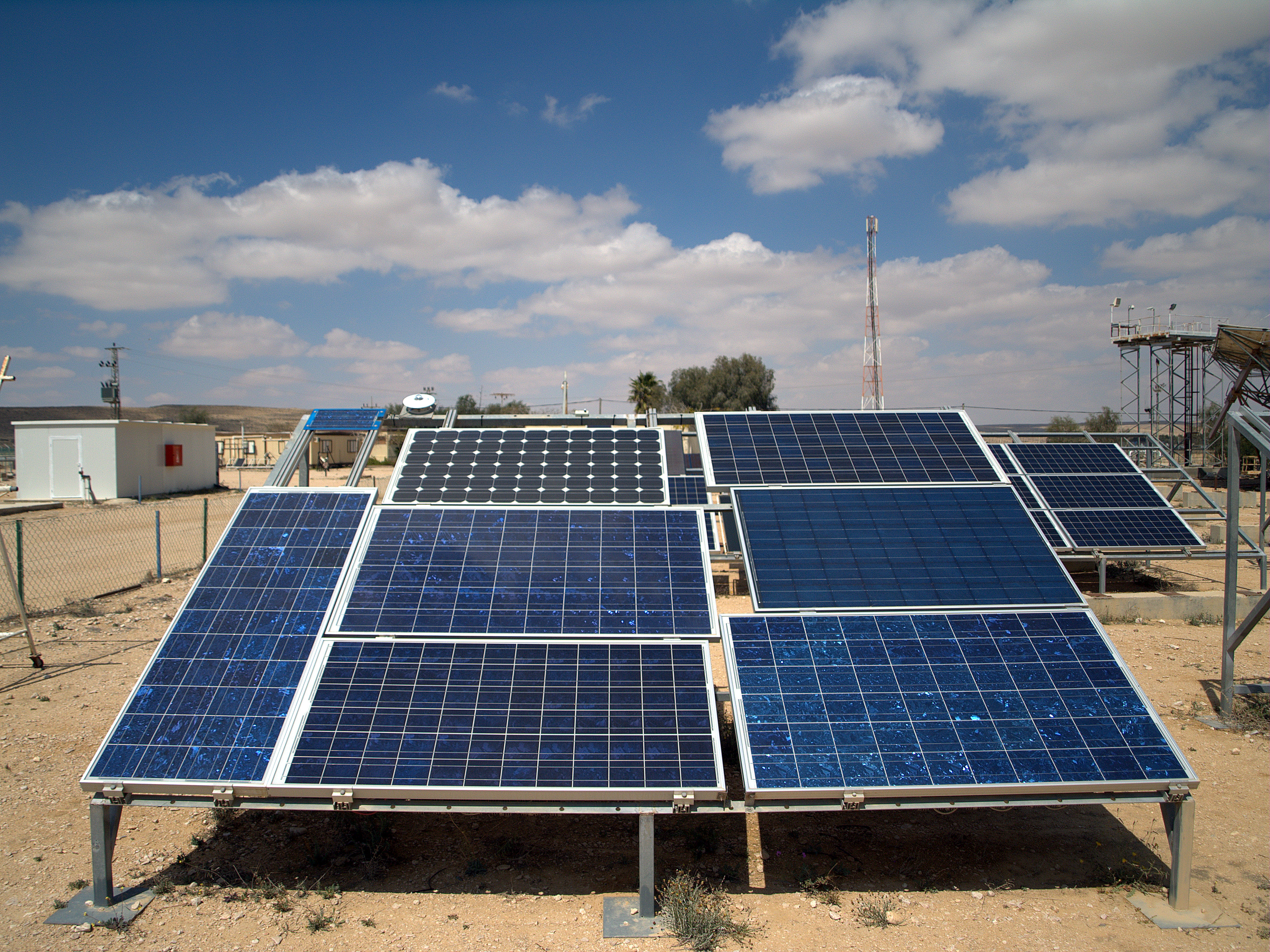
Una placa fotovoltaica és un conjunt enllaçat de mòduls fotovoltaics.

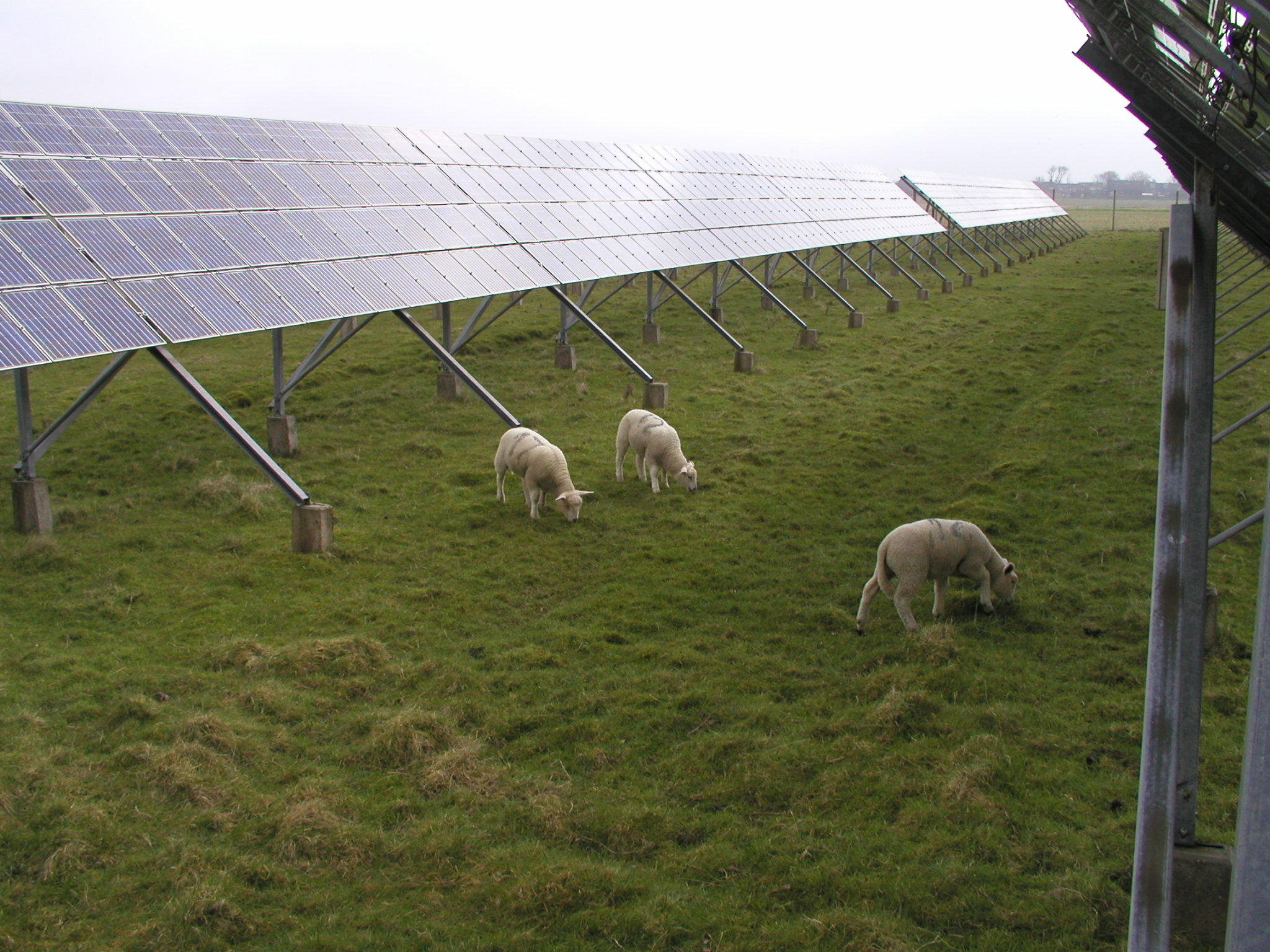
Sistema muntat a terra

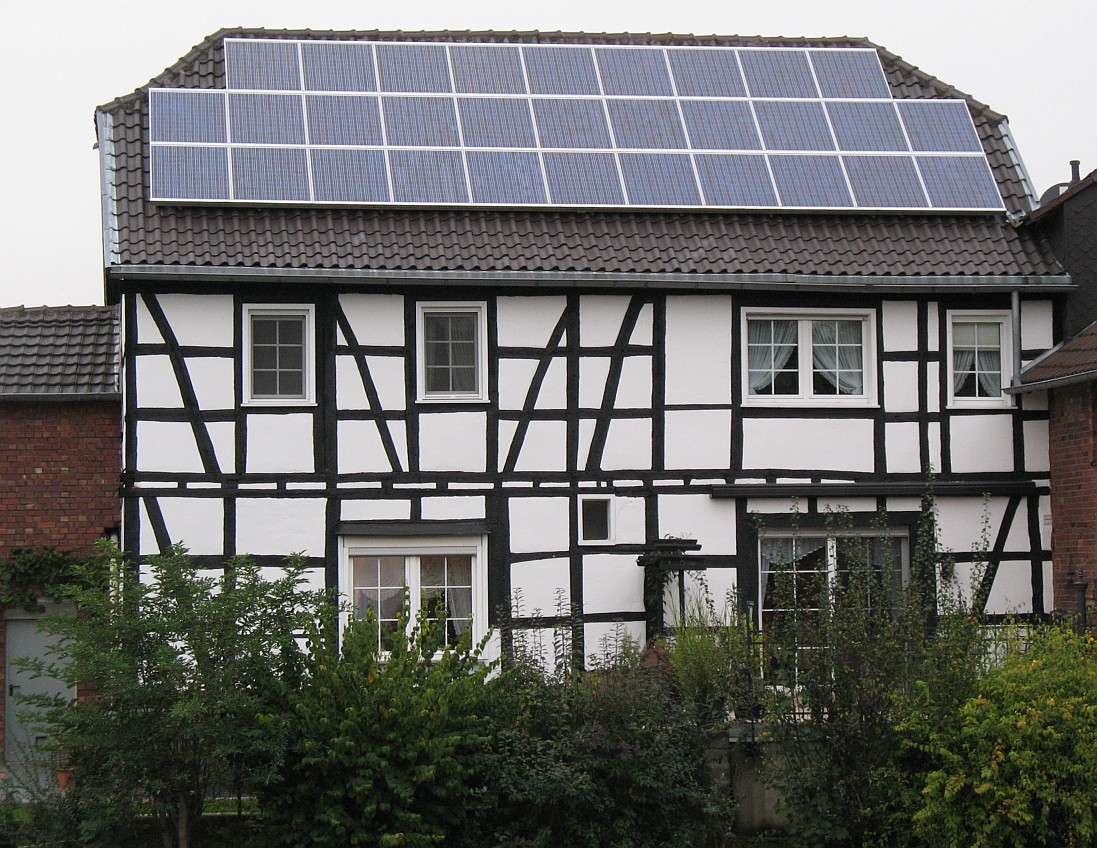
Muntatge fotovoltaic en una casa antiga

A causa de la baixa tensió d'una cèl·lula solar individual (típicament 0,5 V), diverses cèl·lules es fabricat un laminat on es connecten en sèri. El laminat muntat en un tancament protector resistent a la intempèrie, fa el mòdul fotovoltaic o placa solar. Un instal·lació sol combinar una sèrie de plaquest damunt un suport fixe o mòvil.
La majoria de plaques fotovoltaiques utilitzen un inversor per convertir la potència de CC produïda pels mòduls en corrent altern que pot alimentar qualsevol dispositiu elèctric. Els mòduls d'una placa fotovoltaica s'acostumen a connectar primer en sèrie per obtenir la tensió desitjada; llavors les cordes individuals es connecten en paral·lel per permetre que el sistema produeixi més corrent. Els panells solars es mesuren normalment en STC (condicions de prova estàndard) o PTC (condicions de prova PVUSA), en watts. Les qualificacions típiques de les plaques varien des de menys de 100 watts fins a més de 400 watts.

### Sistema de muntatge
Les plaques es munten amb un sistema de muntatge, sigui a terra, a la paret o el balcó, a la coberta o a un pal. Als parcs solars, es construeix un gran bastidor a terra per rebre les plaques. En aplicacions agrivoltaics es posen en bastidors més altes per donar espai a les plantes i facilitar el pas de les màquines agrícoles. Per als edificis, s'han dissenyat molts bastidors per a cobertes inclinades. Per a cobertes planes, s'utilitzen bastidors, contenidors i solucions integrades d'edifici. Bastidors de panell solar muntada a la part superior dels pals pot ser fixe o mòvil. Els muntatges laterals són idonis per a situacions en què un pal té alguna cosa més muntada a la part superior, com ara un aparell de llum o una antena. El muntatge de pal augmenta el que d'una altra manera seria una placa muntada a terra per sobre de les ombres i el bestiar, i podria satisfer els requisits del codi elèctric quant a l'accessibilitat del cablejat exposat. Els panells muntats en pols estan oberts a més aire de refrigeració a la part inferior, el que n'augmenta el rendiment. Es pot formar una multiplicitat de bastidors superiors en un aparcament per aparcar o una altra estructura de tons. Un bastidor que no segueix el sol d'esquerra a dreta pot permetre l'ajust de la temporada cap amunt o cap avall.

### Seguidor solar
Un seguidor solar canvia la inclinació d'un panell solar al llarg del dia. Depenent del tipus de sistema de seguiment, el panell està dirigit directament al sol o a la zona més brillant d'un cel parcialment nuvolós. Els seguidors milloren el rendiment del matí primerenc i de la tarda, d'un 20-25% per a un seguidor d'un sol eix i al voltant del 30% o més per a un rastrejador de doble eix, segons la latitud. Seguidors són efectius en regions que reben una gran part de la llum solar directament. En llum difusa (és a dir, sota núvol o boira), el seguiment no duu gaire valor. Els sistemes de seguiment milloren el rendiment per dos motius principals. En primer lloc, un panell solar perpendicular a la llum del sol, rep més llum que sota altres angles. En segon lloc, la llum directa s'utilitza de manera més eficient que la llum en angle, durant un període més llarg del dia. Els recobriments antirreflectants especials poden millorar l'eficiència dels panells solars per a la llum directa i inclinada, cosa que redueix el benefici del seguiment.

### Inversors

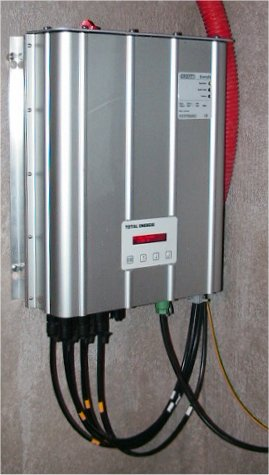
Inversor per PV connectat a la xarxa

Els sistemes dissenyats per lliurar corrent altern (AC), com ara aplicacions connectades a la xarxa, necessiten un inversor per convertir el corrent continu (DC) dels mòduls solars a AC. Els inversors connectats a la xarxa han de subministrar energia elèctrica en forma sinusoidal, sincronitzada amb la freqüència de la xarxa, per limitar l'alimentació en tensió a la tensió de la xarxa i desconnectar-la de la xarxa si la tensió de la xarxa està apagada. Els inversors Islanding
 només necessiten produir tensions i freqüències regulades en una forma sinusoidal d'onades, ja que no cal sincronització ni coordinació amb subministraments de xarxa. Un inversor solar pot connectar-se a una sèrie de panells solars. En algunes instal·lacions es connecta un microinverter solar a cada panell solar. Per motius de seguretat, es proporciona un disjuntor tant al costat CA com a la CC per permetre el manteniment. La sortida d'AC pot estar connectada mitjançant un comptador d'electricitat a la xarxa pública.

### Seguiment i control de càrrega del punt de potència màxim
El seguiment del punt màxim de potència (MPPT) es fa servir per maximitzar la potència de sortida del mòdul. Aquesta potència varia en funció de la tensió de manera que es pugui optimitzar la generació d'energia variant la tensió del sistema per trobar el «punt màxim de potència», una tecnologia integrada en certs inversors.

### Monitorització i mesura
El comptador domèsitic ha de ser capaç de mesurar l'energia en ambdues direccions. Un comptador unidireccional (amb retenció) no mesura l'energia que surt a la xarxa.
En alguns països, per a instal·lacions de més de 30 kWp cal una freqüència i un monitor de tensió amb desconnexió de totes les fases. Això es fa per evitar el subministrament d'un excés d'energia a la xarxa elèctrica, en un cas inusual en el qual s'està generant més energia solar que la capacitat de les línies, i no es pot exportar ni emmagatzemar. Els operadors de xarxa històricament van instal·lar línies de transmissió i capacitat de generació. Ara també fa menester d'emmagatzematge.
Inicialment, s'ha utilitzat l'emmagatzematge perquè els generadors de base puguin funcionar a plena potència. Amb l'energia renovable variable, és menester emmagatzematge per poder subministrar electricitat sempre que en cal. Les dues variables que té un operador de xarxa emmagatzema l'electricitat quan es necessita o la transmet a on és necessari. Si fallen tots dos, les instal·lacions de més de 30 kWp es poden apagar automàticament, tot i que en la pràctica tots els inversors mantenen la regulació de la tensió i deixin de subministrar energia si la càrrega no és adequada. Els operadors de xarxa tenen l'opció de reduir l'excés de generació de grossos sistemes, encara que això es fa més sovint amb l'energia eòlica que l'energia solar, i es tradueix en una pèrdua substancial d'ingressos. inversors tenen l'opció única de subministrar potència reactiva que pot resultar avantatjosa per fer coincidir els requisits de càrrega.

## Aplicacions independents

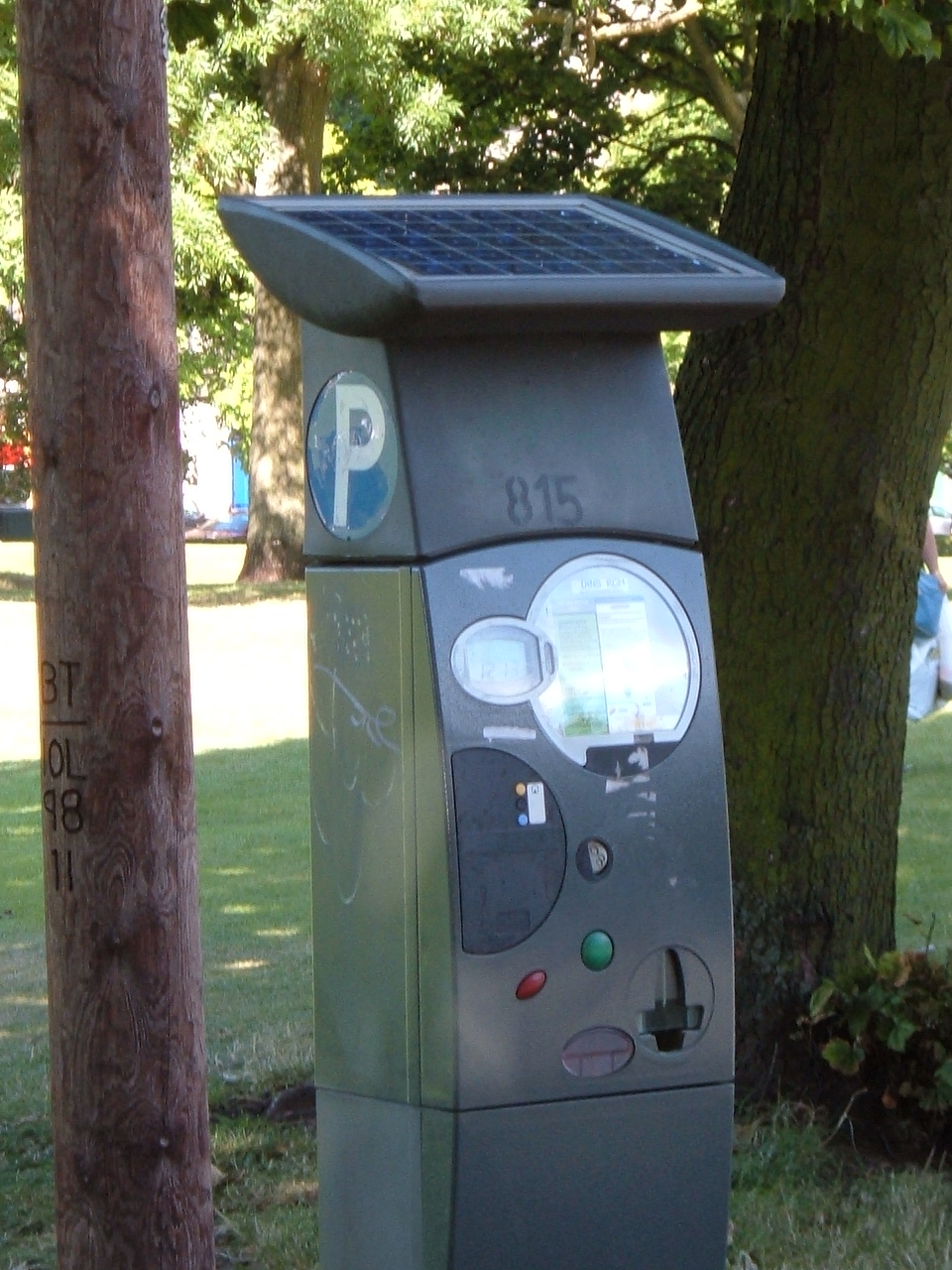
Parquímetre d'energia solar.

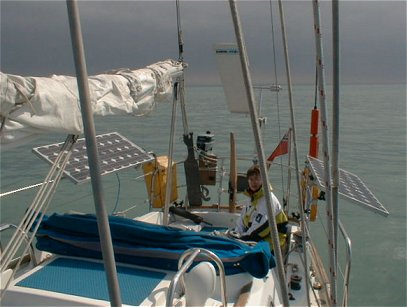
Els panells solars d'aquest petit iot poden carregar les bateries de 12 volts a un màxim de 9 A a la llum solar directa.

Un sistema autònom no té connexió amb la xarxa elèctrica. Els sistemes independents varien àmpliament en grandària i aplicació des de rellotges de polsera o calculadores fins a edificis remots o naus espacials. Si la càrrega s'ha de subministrar independentment de la insolació solar, l'energia generada s'emmagatzema amb una bateria. En aplicacions fixes en què el pes no és un problema, com en els edificis, les bateries de plom àcid s'utilitzen amb més freqüència pel seu baix cost i tolerància per abusos. Es pot incorporar un controlador de càrrega al sistema per: a) evitar danys a la bateria mitjançant càrregues o descàrregues excessives i, b) optimitzar la producció de les cèl·lules o mòduls mitjançant el seguiment del punt de potència màxim (MPPT). No obstant això, en sistemes fotovoltaics simples en què la tensió del mòdul fotovoltaic coincideix amb la tensió de la bateria, l'ús de l'electrònica MPPT es considera generalment innecessari, ja que el voltatge de la bateria és prou estable per proporcionar una captació de potència propera al mòdul fotovoltaic. En dispositius petits (per exemple, calculadores, parquímetres) només es consumeix corrent continu (corrent continu). En sistemes més grans (per exemple, edificis, bombes d'aigua a distància) normalment cal AC. Per convertir el DC dels mòduls o bateries en CA, s'utilitza un inversor.

### Vehicles solars
Els vehicles terrestres, aquàtics, aeris o espacials poden obtenir una part o la totalitat de l'energia necessària per al seu funcionament des del sol. Els vehicles superficials generalment requereixen nivells de potència més alts que els que poden mantenir-se en una placa solar de mida pràctica, de manera que s'utilitza una bateria per satisfer la demanda de potència màxima, i la placa solar la recarrega. Els vehicles espacials han utilitzat amb èxit sistemes fotovoltaics solars durant anys de funcionament, eliminant el pes del combustible o de les bateries primàries.

### Sistemes solars petits

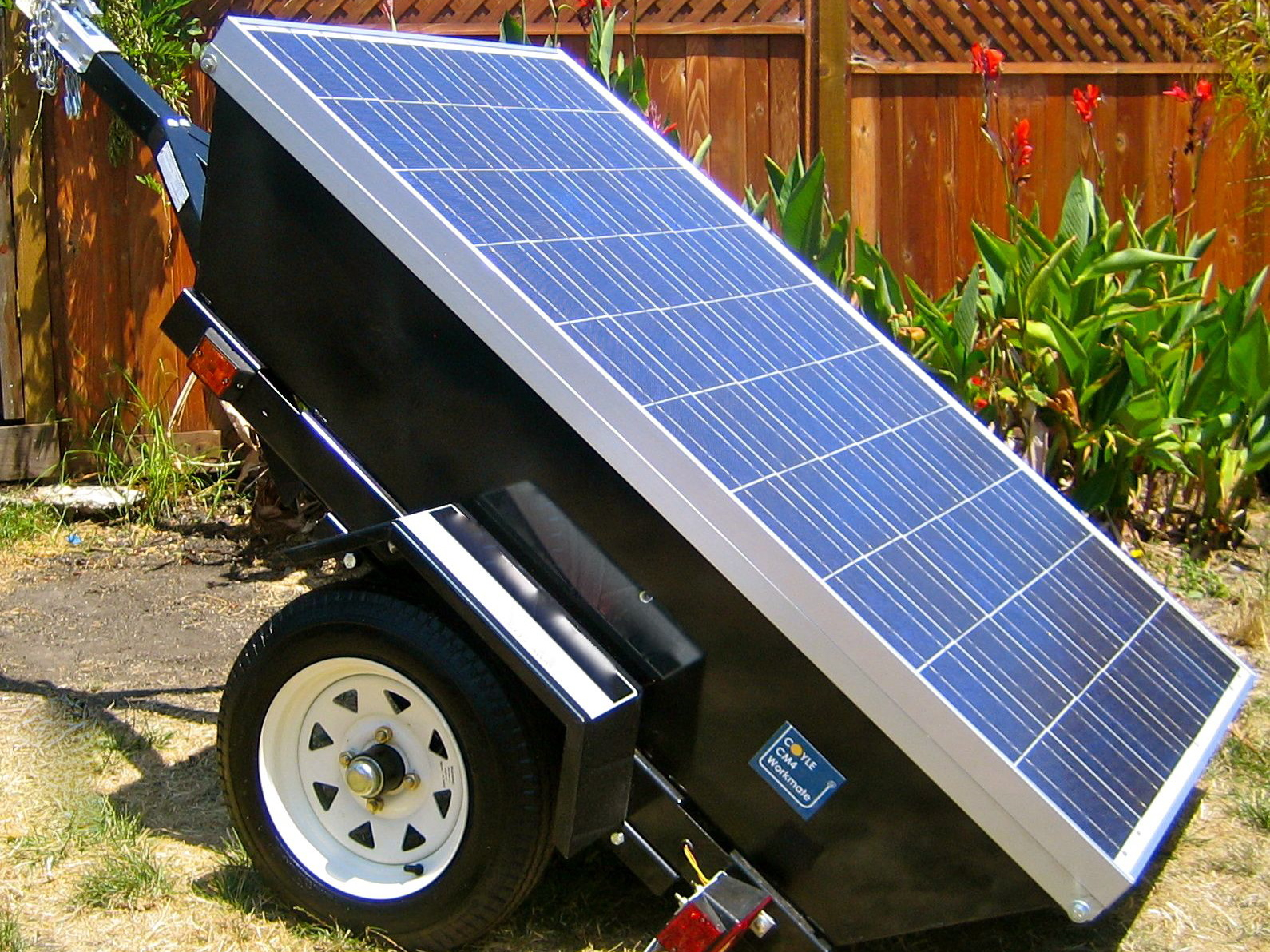
Imatge de perfil d'un generador d'energia solar mòbil

Des del 2010 és produeixen els anomenats centrals elèctriques de balcó, instal·lacions endollables en forma de kit que no necessiten la intervenció d'un lampista. Es poden connectar a la xarxa elèctrica domèstica o completar amb una bateria. Aquests sistemes solen generar fins a 1,8 kW. Els petits sistemes solars independents poden ser útils en llocs aïllats lluny de la xarxa o en països amb una xarxa elèctrica rudimentària. Si a principi del segle era un mercat marginal, limitat als pioners, des dels anys 2020 ha esdevingut un producte de massa.

## Aplicacions connectades a la xarxa

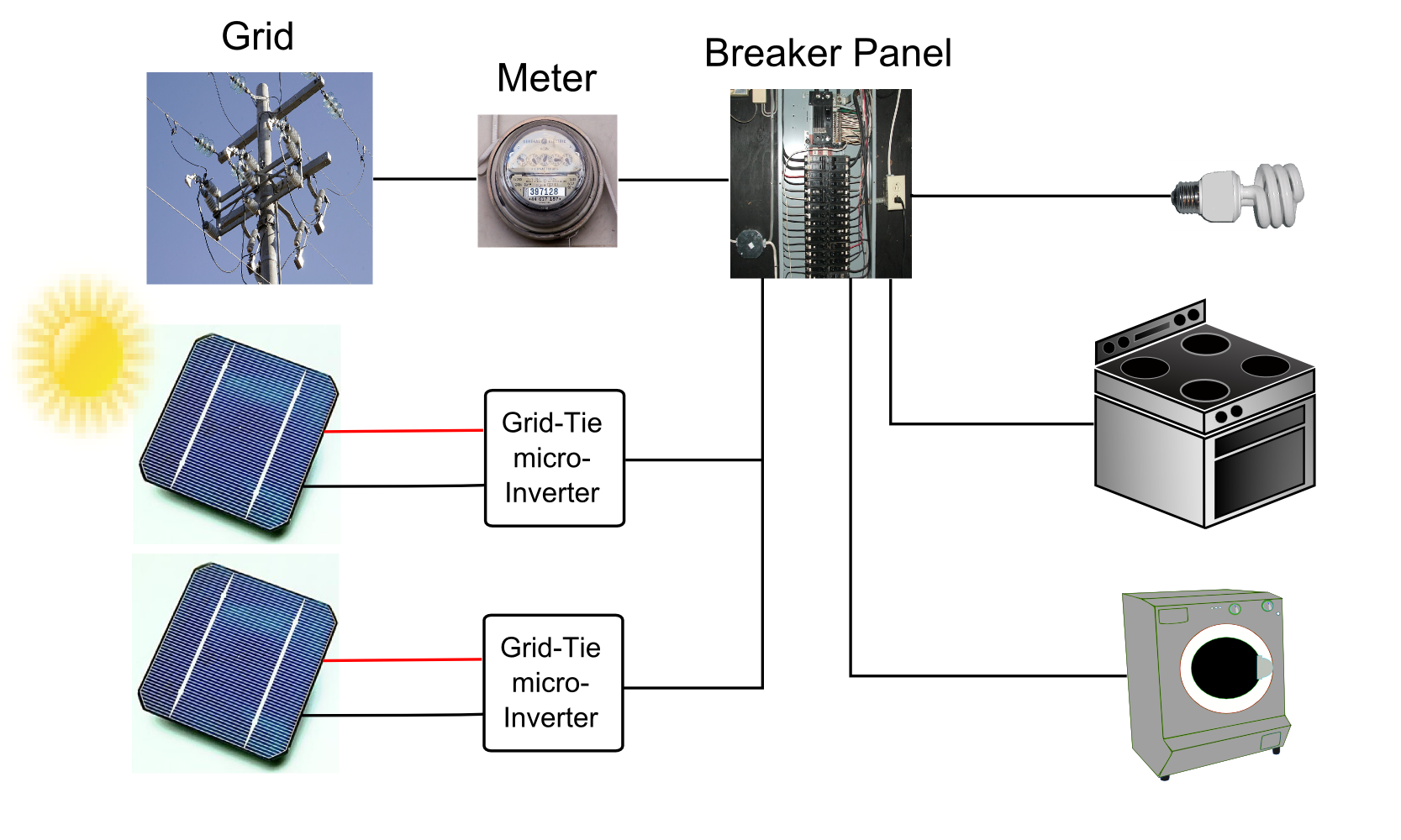
Diagrama d'un sistema fotovoltaic connectat a la xarxa residencial

Un sistema connectat a la xarxa està connectat a una xarxa independent més gran (normalment la xarxa elèctrica pública) i alimenta l'energia directament a la xarxa elèctrica. Aquesta energia pot ser compartida per un edifici residencial o comercial abans o després del punt de mesura dels ingressos. La diferència és si la producció energètica acreditada es calcula independentment del consum energètic del client (tarifa d'introducció) o només de la diferència d'energia (mesurament net). Els sistemes connectats a xarxa varien en grandària des de residencials (2-10kWp) a estacions d'energia solar (fins a 10 s de MWp). Aquesta és una forma de generació elèctrica descentralitzada. L'alimentació d'electricitat a la xarxa requereix la transformació de corrent continu en CA mitjançant un inversor especial de sincronització de la xarxa. En instal·lacions de mida kW, el voltatge del sistema de corrent continu és tan alt com permès (normalment 1000 V excepte 600 V residencials dels Estats Units) per limitar les pèrdues òhmiques. La majoria dels mòduls (72 cèl·lules de silici cristal·lí) generen 160W a 300W a 36 volts. De vegades és necessari o desitjable connectar els mòduls parcialment en paral·lel en lloc de tots en sèrie. Un conjunt de mòduls connectats en sèrie es coneix com a "cadena".

### Connexió a xarxes DC
Les xarxes DC es troben al transport elèctric: tramvies i troleibusos ferroviaris. S'han construït algunes plantes pilot per a aquestes aplicacions, com ara els dipòsits de tramvia de Hannover Leinhausen, que utilitzen col·laboradors fotovoltaics i Ginebra (Bachet de Pesay). Els 150 El lloc kW p de Ginebra alimenta 600 V DC directament a la xarxa d'electricitat de tramvia/troleibús, mentre que abans de proporcionar-li al voltant del 15% de l'electricitat en la seva obertura el 1999.

### Sistemes integrats en edificis
A les zones urbanes i suburbanes, les xarxes fotovoltaiques s'utilitzen normalment a les teulades per complementar l'ús de l'energia; sovint l'edifici tindrà una connexió a la xarxa elèctrica, en aquest cas l'energia produïda per la placa fotovoltaica es pot vendre de nou a la companyia d' utilitat en algun tipus de contracte de mesura neta. Alguns serveis públics, com Solvay Electric, a Solvay, Nova York, utilitzen les teulades de clients comercials i de pals de telèfon per donar suport al seu ús de panells fotovoltaics. Els arbres solars són plaques que, com el seu nom indica, imiten l'aspecte dels arbres, proporcionen ombra i de nit poden funcionar com a llums del carrer. En entorns agrícoles, la placa es pot utilitzar per alimentar directament les bombes DC, sense necessitat d'un inversor. A la configuració remota, com ara les zones muntanyoses, les illes o altres llocs on la xarxa elèctrica no està disponible, es poden utilitzar plaques solars com a única font d'electricitat, normalment mitjançant la càrrega d'una bateria d'emmagatzematge. Hi ha suport financer disponible per a persones que vulguin instal·lar plaques fotovoltaiques. Els incentius van des dels crèdits fiscals federals fins als crèdits fiscals estatals i les devolucions fins als préstecs públics i les devolucions. Es pot trobar una llista dels incentius actuals a la base de dades d'incentius estatals per a les energies renovables i l'eficiència. Al Regne Unit, a les famílies se'ls paga una "taxa de retroalimentació" per comprar electricitat en excés a una tarifa plana per kWh. Es tracta d'un màxim de 44,3 p/kWh, que pot permetre que una casa guanyi el doble de la factura d'electricitat interna habitual. El sistema de tarifes de feed-in actual del Regne Unit es revisarà el 31 de març de 2012, després que l'esquema actual ja no estigui disponible.

### Plantes d'energia

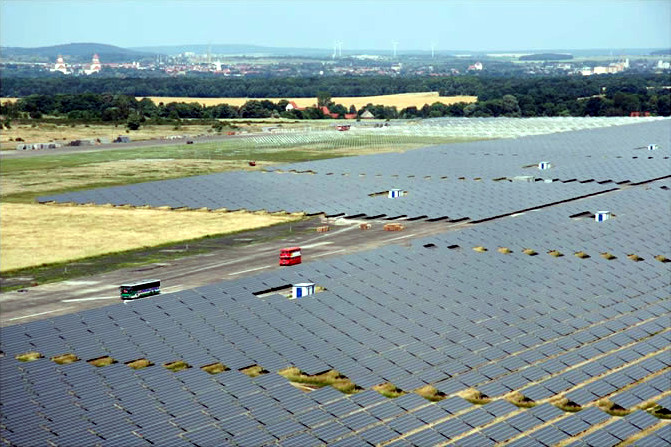
Waldpolenz Solar Park, Alemanya

Una central fotovoltaica (parc solar o granja solar) és una central elèctrica a gran escala, connectada a una xarxa de transport elèctric. Algunes grans centrals fotovoltaiques com ara el parc solar Waldpolenz i la granja solar Topaz cobreixen desenes o centenars d'hectàrees i produeixen fins a centenars de megawatts.

## Rendiment del sistema

### Insolació i energia
La insolació solar es compon de radiació directa, difusa i reflectida (o albedo). Al migdia durant un dia sense núvols a l'equador, la potència del sol és d'aproximadament 1 kW/m², a la superfície de la Terra, a un pla perpendicular als raigs del sol. Les plaques fotovoltaiques poden fer un seguiment del sol a través de cada dia per millorar-ne el rendiment. No obstant això, els dispositius de seguiment afegeixen costos i requereixen manteniment, per la qual cosa és més habitual que les plaques fotovoltaiques tinguin muntatges fixos que inclini la placa i que facin front al migdia solar del lloc. L'angle d'inclinació, des de l'horitzontal, es pot variar durant la temporada, però, si es fixa, s'ha de configurar per donar una sortida òptima de la placa durant la part màxima de la demanda elèctrica d'un any típic per a un sistema autònom. Aquest angle òptim d'inclinació del mòdul no és necessàriament idèntic a l'angle d'inclinació per a la producció d'energia màxima anual de la placa. L'optimització d'un sistema fotovoltaic per a un entorn específic pot ser complicada, ja que se l'ha d'adaptar al flux solar i pensar a les pèrdues per brutícia (pols, neu…). A més s'ha de tenir en compte els efectes espectrals per triar els millors materials fotovoltaics. L'albedo espectral, per exemple, pot tenir un paper important en la producció.
Pel clima i les latituds dels Estats Units i Europa, la insolació típica oscil·la entre els 4 kWh/m²/dia en els climes del nord a 6,5 kWh/m²/dia a les regions més assolellades. Els panells solars típics tenen una eficiència mitjana del 15%, amb els millors panells comercials disponibles del 21%. Per tant, una instal·lació fotovoltaica a les latituds meridionals d'Europa o dels Estats Units pot produir 1 kWh/m²/dia. Un típic panell solar de 150 watt té una mida d'un metre quadrat que produeixi 0,75 kWh cada dia, de mitjana, després de tenir en compte el clima i la latitud, per a una insolació de cinc hores de sol/dia. La mateixa instal·lació a Austràlia o les latituds meridionals d'Europa o Estats Units, pot produir 3,5-5 kWh per dia, depenent de la ubicació, l'orientació, la inclinació, la insolació i altres factors. Al desert del Sàhara, amb menys núvols i amb un millor angle solar, es podria obtenir, de manera ideal, més a prop de 8,3 kWh/m²/dia, sempre que el vent no les embruteixi de sorra. L'àrea del desert del Sàhara és de més de nou milions de km². Amb 90.600 km², o aproximadament el 1% de la superfície, es podria generar tanta electricitat com totes les centrals elèctriques del món combinades.

### Seguiment del sol
Els seguidors i els sensors per optimitzar el rendiment sovint es consideren opcionals, però els sistemes de seguiment poden augmentar la producció viable fins a un 45%. plaques fotovoltaiques que s'aproximen o superen un megawatt sovint utilitzen seguidors solars. El fet de tenir en compte els núvols i el fet que la majoria del món no estigui a l'equador i que el sol es posi a la nit, la mesura correcta de l'energia solar és la insolació : el nombre mitjà de quilowatts-hora per metre quadrat per dia. Pel clima i les latituds dels Estats Units i Europa, la insolació típica oscil·la entre els 2,26 kWh/m²/dia en climes del nord a 5,61 kWh/m²/dia a les regions més assolellades.
Per a sistemes de grans dimensions, l'energia obtinguda mitjançant l'ús de sistemes de seguiment pot superar la complexitat afegida (els seguidors poden augmentar l'eficiència un 30% o més). Per a sistemes molt grans, el manteniment afegit del seguiment és un detriment substancial. seguiment no és necessari per a sistemes fotovoltaics concentrats de pantalla plana i baixa concentració. Per a sistemes fotovoltaics concentrats d'alta concentració, el seguiment de dos eixos és una necessitat.
Les tendències de fixació de preus afecten l'equilibri entre l'addició de panells solars més fixos en comparació amb menys panells que rastregen. Quan els preus dels panells solars cauen, els seguidors es converteixen en una opció menys atractiva.

### Obscuriment i brutícia
La sortida elèctrica de cèl·lules fotovoltaiques és extremadament sensible a les ombres. Quan fins i tot una petita porció d'una cel·la, mòdul o placa s'obscureix, mentre que la resta es troba a la llum del sol, la sortida cau dramàticament a causa d'un "curtcircuit" intern (els electrons inverteixen a través de la part ombrejada de la unió pn). Si el corrent extret de la sèrie de cel·les de la sèrie no és superior a la que es pot produir per la cel·la ombrejada, el corrent (i el poder) desenvolupat per la cadena és limitat. Si hi ha disponible una tensió suficient de la resta de cel·les en una cadena, el corrent serà obligat a través de la cel·la trencant la unió a la part ombrejada. Aquesta tensió de descomposició en cèl·lules comunes és d'entre 10 i 30 volts. En lloc d'afegir la potència produïda pel panell, la cel·la ombrejada absorbeix la potència, convertint-la en calor. Atès que la tensió inversa d'una cel·la ombrejada és molt més gran que la tensió cap endavant d'una cel·la il·luminada, una cel·la ombrejada pot absorbir la potència de moltes altres cel·les de la cadena, afectant de manera desproporcionada la sortida del panell. Per exemple, una cel·la ombrejada pot deixar caure 8 volts, en comptes d'afegir 0,5 volts, a un nivell de corrent particular, absorbint així la potència produïda per altres 16 cèl·lules. És important que una instal·lació fotovoltaica no estigui ombrejada pels arbres ni per altres obstruccions. La majoria dels mòduls tenen díodes de bypass entre cada cel·la o cadena de cel·les que minimitzen els efectes de l'ombreig i només perden la potència de la part ombrejada de la placa. La tasca principal del díode de bypass és eliminar els punts calents que es formen a les cèl·lules que poden causar danys addicionals a la placa i provocar incendis. La llum del sol pot ser absorbida per la pols, la neu o altres impureses a la superfície del mòdul. Això pot reduir la llum que afecta les cèl·lules. En general, aquestes pèrdues agregades durant l'any són petites fins i tot per a ubicacions al Canadà. manteniment d'una superfície neta del mòdul augmentarà el rendiment de la producció durant la vida del mòdul. Google va trobar que la neteja dels panells solars muntats en pla després de 15 mesos va augmentar la seva producció en gairebé el 100%, però que les plaques inclinades del 5% es van netejar adequadament per l'aigua de pluja.

### Temperatura
La sortida i la vida del mòdul també es degraden a causa de l'augment de temperatura. Permetre que l'aire ambient flueixi i, si és possible, els mòduls fotovoltaics redueixen aquest problema. L'efecte de la temperatura en els mòduls fotovoltaics se sol quantificar mitjançant alguns coeficients que relacionen les variacions de la tensió del circuit obert, del corrent de curtcircuit i de la potència màxima als canvis de temperatura. En aquest article, es detallen directrius experimentals per estimar els coeficients de temperatura

### Eficiència del mòdul
El 2012, els panells solars disponibles per als consumidors poden tenir una eficiència de fins a un 17%, mentre que els panells disponibles comercialment poden arribar al 27%.

### Monitorització
Els sistemes fotovoltaics han de ser monitoritzats per detectar avaries i optimitzar el seu funcionament. Diverses estratègies de monitorització fotovoltaica en funció de la sortida de la instal·lació i de la seva naturalesa. El monitoratge es pot realitzar en el lloc o de forma remota. Pot mesurar només la producció, recuperar totes les dades de l'inversor o recuperar totes les dades de l'equip de comunicació (sondes, comptadors, etc.). Les eines de monitorització només es poden dedicar a la supervisió o oferir funcions addicionals. Els inversors individuals i els controladors de càrrega de bateria poden incloure un control mitjançant programes i protocols específics del fabricant. La mesura energètica d'un inversor pot tenir una precisió limitada i no és adequada per a efectes de comptabilitat. Un sistema d'adquisició de dades de tercers pot controlar múltiples inversors, utilitzant els protocols del fabricant de l'inversor, i també obtenir informació relacionada amb el clima. Els comptadors intel·ligents independents poden mesurar la producció d'energia total d'un sistema de plaques fotovoltaiques. Es poden utilitzar mesures separades com l'anàlisi d'imatges de satèl·lit o un mesurador de radiació solar (un piranòmetre) per estimar la insolació total per a la comparació. Les dades recollides d'un sistema de monitorització es poden visualitzar de forma remota a través de la World Wide Web. Per exemple, el camp de proves Open Solar Outdoors (OSOTF) és un sistema de proves fotovoltaiques connectat a la xarxa, que supervisa contínuament la sortida de diversos mòduls fotovoltaics i correlaciona el seu rendiment amb una llarga llista de lectures meteorològiques altament precises. L'OSOTF s'organitza sota principis de codi obert: totes les dades i anàlisis es posen a disposició de tota la comunitat fotovoltaica i del públic en general. El Centre Fraunhofer per a sistemes d'energia sostenible manté dos sistemes de proves, un a Massachusetts, i el camp de proves solars a l'aire lliure OTF-1 a Albuquerque, Nou Mèxic, que es va inaugurar el juny de 2012. Un tercer lloc, OTF-2, també a Albuquerque, està en construcció. Algunes empreses ofereixen programes d'anàlisi per analitzar el rendiment del sistema. Els sistemes residencials petits poden tenir requeriments mínims d'anàlisi de dades que no siguin, potser, la producció d'energia total; Les centrals elèctriques més grans connectades a la xarxa poden beneficiar-se d'investigacions més detallades sobre el rendiment.

### Factors de rendiment
Les incerteses en els ingressos al llarg del temps es refereixen principalment a l'avaluació del recurs solar i al rendiment del propi sistema. En el millor dels casos, les incerteses solen ser del 4% per a la variabilitat climàtica interanual, el 5% per a l'estimació del recurs solar (en un pla horitzontal), el 3% per a l'estimació de la irradiació al pla de la placa, el 3% per a la potència qualificació de mòduls, 2% per pèrdues per brutícia i brutícia, 1,5% per pèrdues per neu i 5% per a altres fonts d'error. La identificació i la reacció a pèrdues manejables és fonamental per a l'eficiència dels ingressos i de la gestió de l'O & M. El seguiment del rendiment de la placa pot ser part dels acords contractuals entre el propietari de la placa, el constructor i la utilitat que adquireix l'energia produïda. Recentment, un mètode per crear "sintètics" dies utilitzant les dades del temps disponible i la verificació utilitzant el solar a l'aire lliure Prova de camp obert que sigui possible predir el rendiment de sistemes fotovoltaics amb un alt grau de precisió. Aquest mètode es pot utilitzar per determinar els mecanismes de pèrdua a escala local, com ara els de neu o els efectes dels recobriments superficials (per exemple, hidrofòbics o hidròfils) sobre les pèrdues de brutícia o de neu. L'accés a Internet ha permès millorar el control i la comunicació energètics. Hi ha diversos proveïdors que ofereixen sistemes dedicats. Per al sistema fotovoltaic que utilitza micro-inversors (conversió de corrent continu a corrent altern), es proporcionen automàticament les dades de potència del mòdul. Alguns sistemes permeten establir alertes de rendiment que generen avisos de telèfon/correu electrònic/text quan s'aconsegueixin límits. Aquestes solucions proporcionen dades per al propietari del sistema i l'instal·lador. Els instal·ladors poden supervisar de forma remota múltiples instal·lacions i veure a simple vista l'estat de tota la base instal·lada.

### Vida del mòdul
Les vides efectives dels mòduls solen ser de 25 anys o més. El període de recuperació d'una inversió en una instal·lació solar fotovoltaica varia molt i sol ser menys útil que un càlcul de la rendibilitat de la inversió. Encara que normalment es calcula entre els 10 i els 20 anys, el període de recuperació pot ser molt més curt amb els incentius. La fiabilitat a llarg termini dels mòduls fotovoltaics és crucial per garantir la viabilitat tècnica i econòmica del PV com a font d’energia d’èxit. L’anàlisi dels mecanismes de degradació dels mòduls fotovoltaics és clau per garantir una vida actual superior a 25 anys.

## Sistemes híbrids
Un sistema híbrid combina PV amb altres formes de generació, generalment un generador dièsel. També s'utilitza el biogàs. L'altra forma de generació pot ser un tipus capaç de modular la sortida de potència en funció de la demanda. No obstant això, es pot utilitzar més d'una forma d'energia renovable, per exemple, el vent. La generació d'energia fotovoltaica serveix per reduir el consum de combustibles no renovables. Els sistemes híbrids es troben més sovint a les illes. L' illa de Pellworm a Alemanya i l'illa de Kythnos a Grècia són exemples notables (tots dos es combinen amb el vent). La planta de Kythnos ha reduït el consum de gasoil en un 11,2%
També hi ha hagut treballs recents que mostren que el límit de penetració de FV es pot augmentar mitjançant la implementació d'una xarxa distribuïda de sistemes híbrids PV + CHP als Estats Units. La distribució temporal dels fluxos solars, els requisits elèctrics i de calor per a les residències unifamiliars representatives dels EUA van ser analitzats i els resultats mostren clarament que hibridar CHP amb PV pot permetre un desplegament fotovoltaic addicional per sobre del que és possible amb un sistema convencional de generació elèctrica centralitzada. Aquesta teoria es va reconfirmar amb simulacions numèriques utilitzant dades de flux solar per segon per determinar que la còpia de seguretat necessària per proporcionar un sistema híbrid és possible amb sistemes de bateries relativament petits i de baix cost. A més, són possibles sistemes de PV + CHP grans per a edificis institucionals, que ofereixen de nou una còpia de seguretat per al PV intermitent i redueixen el temps d'execució de CHP.

## Normalització
L'augment de l'ús de sistemes fotovoltaics i la integració de l'energia fotovoltaica en estructures i tècniques existents de subministrament i distribució augmenten el valor de les normes i definicions generals per als components i sistemes fotovoltaics. Les normes es recullen a la Comissió Electrotècnica Internacional (IEC) i s'apliquen a l'eficiència, durabilitat i seguretat de les cèl·lules, mòduls, programes de simulació, connectors i cables, sistemes de muntatge, eficiència global dels inversors, etc.

## Costos i economia
Els costos de producció s'han reduït en els darrers anys per a un ús més estès a través de la producció i els avenços tecnològics. Per a instal·lacions a gran escala, els preus per sota dels 1,00 dòlars per watt són ara comuns. Les cèl·lules solars de silici de vidre han estat substituïdes en gran manera per cèl·lules solars de silici multicristalines més barates, i les cèl·lules solars de silici de pel·lícula prima també s'han desenvolupat recentment a costos de producció més baixos. Tot i que es redueixen en l'eficàcia de conversió d'energia a partir d'un "siwafers" monocristall, també són molt més fàcils de produir a uns costos relativament baixos.

### Costos energètics amb ajust per latitud/declinació
La taula següent mostra el cost total en cèntims de dòlar EUA per kWh d'electricitat generada per un sistema fotovoltaic. Els encapçalaments de fila de l'esquerra mostren el cost total, per quilowatt (kW p), d'una instal·lació fotovoltaica. Els costos del sistema fotovoltaic han disminuït i, per exemple, a Alemanya, es va informar que van caure fins als 2200 USD/kW p per al segon trimestre de 2012. Els encapçalaments de les columnes a la part superior es refereixen a la producció energètica anual en kWh prevista per a cadascun d'ells instal·lat kW p. Això varia segons la regió geogràfica, ja que la insolació mitjana depèn de la nuvolositat mitjana i del gruix de l'atmosfera travessada per la llum del sol. També depèn del camí del sol en relació amb el panell i l'horitzó. Els panells solen muntar-se en un angle basat en la latitud, i sovint es modifiquen estacionalment per ajustar-los a la declinació solar canviant. El seguiment solar també es pot utilitzar per accedir a una llum solar més perpendicular, augmentant així la producció d'energia total.
Els valors calculats de la taula reflecteixen el cost total en cèntims de dòlar per kWh produït. Assumeixen un cost total de capital del 10% (per exemple, un 4% de tipus d'interès, un cost d'explotació i de manteniment de l'1%, i la depreciació de la despesa de capital durant 20 anys). Normalment, els mòduls fotovoltaics tenen una garantia de 25 anys.
| 20 anys     | 2400 kWh/kW pany | 2200 kWh/kW pany | 2000 kWh/kW pany | 1800 kWh/kW pany | 1600 kWh/kW pany | 1400 kWh/kW pany | 1200 kWh/kW pany | 1000 kWh/kW pany | 800 kWh/kW pany |
| ----------- | ---------------- | ---------------- | ---------------- | ---------------- | ---------------- | ---------------- | ---------------- | ---------------- | --------------- |
| 200 $/kW p  | 0,8              | 0,9              | 1.0              | 1.1              | 1.3              | 1.4              | 1.7              | 2.0              | 2.5             |
| $ 600/kW p  | 2.5              | 2.7              | 3.0              | 3.3              | 3.8              | 4.3              | 5.0              | 6.0              | 7.5             |
| $ 1000/kW p | 4.2              | 4.5              | 5.0              | 5.6              | 6.3              | 7.1              | 8.3              | 10.0             | 12.5            |
| $ 1400/kW p | 5.8              | 6.4              | 7.0              | 7.8              | 8.8              | 10.0             | 11.7             | 14.0             | 17.5            |
| $ 1800/kW p | 7.5              | 8.2              | 9.0              | 10.0             | 11.3             | 12.9             | 15.0             | 18.0             | 22.5            |
| $ 2200/kW p | 9.2              | 10.0             | 11.0             | 12.2             | 13.8             | 15.7             | 18.3             | 22.0             | 27.5            |
| 2600 $/kW p | 10.8             | 11.8             | 13.0             | 14.4             | 16.3             | 18.6             | 21.7             | 26.0             | 32.5            |
| $ 3000/kW p | 12.5             | 13.6             | 15.0             | 16.7             | 18.8             | 21.4             | 25.0             | 30.0             | 37.5            |

### Regne Unit
Al Regne Unit, les instal·lacions fotovoltaiques es consideren generalment un desenvolupament permès i no requereixen permisos de planificació. Si la propietat està llistada o en una àrea designada (Parc Nacional, Àrea de bellesa natural excepcional, Lloc d'interès científic especial o Norfolk Broads), cal un permís de planificació.

### Estats Units
Als Estats Units, moltes localitats requereixen una llicència per instal·lar un sistema fotovoltaic. Normalment, un sistema lligat a la xarxa requereix que un electricista amb llicència faci la connexió entre el sistema i el cablejat connectat a la xarxa de l'edifici.

L'Estat de Califòrnia prohibeix a les associacions de propietaris restringir dispositius solars.